# Michael Klöcker
Michael Klöcker (* 15. Oktober 1943 in Königs Wusterhausen) ist ein deutscher Autor, Lehrer und Hochschullehrer. Als Religions- und Bildungs-, Sozial- und Kulturhistoriker verfasste er eine Vielzahl von Publikationen. Ab 1980 lehrte er an der Universität zu Köln Moderne Sozialgeschichte und leitete von 1982 bis 2004 zusammen mit dem Jenaer Religionswissenschaftler Udo Tworuschka das „Interdisziplinäre Institut für Religionsgeschichte“ in Bad Münstereifel/Köln.

## Leben
Michael Klöcker wurde 1943 in Königs Wusterhausen bei Berlin geboren und ist katholisch. Sein Vater Wilhelm Klöcker entstammte einer katholischen Handwerkerfamilie in Löningen und war Tischlermeister (später Kaufmann). Seine Mutter Ilse Klöcker, geborene Schinnerer, stammte aus einer protestantischen Familie in Hamburg. 1963 machte er am Albertus-Magnus-Gymnasium Köln sein Abitur und begann ein Studium an der Universität zu Köln und in Bonn, das er 1969 mit dem Staatsexamen für das Gymnasiallehramt in Geschichte und Deutsch abschloss. 1972 wurde er in Köln bei Erich Angermann mit einer Dissertation über Theodor Brüggemann zum Dr. phil. promoviert.
Nach Stationen als Lehrer an einer Fachoberschule und einer Höheren Fachschule in Köln (1969–1972) wurde er 1972 an der Pädagogischen Hochschule Rheinland, Abteilung Köln, Wissenschaftlicher Assistent bei Ernst Heinen. Nach seiner Habilitation im Jahr 1979 im Fachgebiet „Geschichte (Schwerpunkt Neuere Geschichte) und Didaktik der Geschichte“ wurde er dort 1980 Dozent. An der Universität zu Köln lehrte er seit 1980 (ab 1984 als außerplanmäßiger Professor) in der Philosophischen Fakultät „Geschichte (Schwerpunkt Moderne Sozialgeschichte) und Didaktik der Geschichte“. Nach seiner Pensionierung im März 2009 führte er noch Universitätsveranstaltungen durch.
Von 1982 bis 2004 leitete er zusammen mit dem Jenaer Religionswissenschaftler Udo Tworuschka ehrenamtlich das „Interdisziplinäre Institut für Religionsgeschichte“ in Bad Münstereifel/Köln. Zu den vielfältigen Aktivitäten Klöckers zählen die Herausgabe von Schriftenreihen (zur rheinischen Arbeiterbewegung, zur Religions- und Bildungsgeschichte, zur Ortsgeschichte), Vorträge und eigene bzw. betreute Veröffentlichungen.

## Schriften (Auswahl)
- als Mitherausgeber: Die Arbeiterbewegung in den Rheinlanden. 1972 ff.
- Theodor Brüggemann (1796–1866) – eine Studie zur preußischen Geschichte unter besonderer Berücksichtigung der Kultuspolitik und des politischen Katholizismus (= Schriftenreihe zur Geschichte und politischen Bildung. Bd. 17), Henn Verlag, Ratingen/Kastellaun/Düsseldorf 1975, 356 S.
- mit Günter Bers: Die sozialdemokratische Arbeiterbewegung im Kölner Raum 1890–1895 (= Die Arbeiterbewegung in den Rheinlanden. Bd. 4), Einhorn-Presse Verlag, Wentorf 1976, 536 S.
- Die Sozialdemokratie im Regierungsbezirk Aachen vor dem 1. Weltkrieg. Funde und Befunde zur Wilhelminischen Ära unter besonderer Berücksichtigung der Vorkriegsjahre (= Die Arbeiterbewegung in den Rheinlanden. Bd. 6), Einhorn-Presse Verlag, Wentorf 1977, 437 S.
- mit Ferdinand Magen: Zur Erforschung der Kirchen- und Religionsgeschichte. Begriffliche Grundüberlegungen (= Geschichte in Köln. Sonderheft 2), dme-Verlag, Köln 1981, 90 S.
- Industriepädagogik und Elementarschulwesen im Kreis Jülich. Dokumente und Interpretationen zur Wirklichkeit des niederen Bildungssektors im Vormärz (= Kölner Texte Wissenschaft. Bd. 1), dme-Verlag, Köln 1982, 135 S.
- als Mitherausgeber: Kölner Veröffentlichungen zur Religionsgeschichte. 1983 ff.
- Hrsg. mit Abdoldjavad Falaturi, Udo Tworuschka: Religionsgeschichte in der Öffentlichkeit (= Kölner Veröffentlichungen zur Religionsgeschichte. Bd. 1), Böhlau-Verlag, Köln/Wien 1983, 207 S.
- als Mitherausgeber: Ethik der Religionen – Lehre und Leben. 1984 ff.
- Hrsg. mit Udo Tworuschka: Sexualität (= Ethik der Religionen – Lehre und Leben. Bd. 1), Verlage Kösel und Vandenhoeck & Ruprecht, München/Göttingen 1984, 219 S.; japanische Übersetzung: Verlag Kyushu Daigaku Shuppankai (Kyushu University Press), Fukuoka 1992.
- Nachdruck-Hrsg.: Sammlung der Verordnungen und Bekanntmachungen, welche in Bezug auf das Elementar-Unterrichtswesen für den Regierungsbezirk Aachen erlassen worden sind. Hrsg. von Karl Ritsch (Aachen 1835, Nachträge 1838 und 1845) (= Sammlungen der Gesetze, Verordnungen, Erlasse, Bekanntmachungen zum Elementar- bzw. Volksschulwesen im 19./20. Jahrhundert. Bd. 1), Böhlau-Verlag, Köln/Wien 1985, XXXIX u. 494 S.
- Hrsg. mit Udo Tworuschka: Arbeit (= Ethik der Religionen – Lehre und Leben. Bd. 2), Verlage Kösel und Vandenhoeck & Ruprecht, München/Göttingen 1985, 158 S.
- Hrsg. mit Udo Tworuschka: Gesundheit (= Ethik der Religionen – Lehre und Leben. Bd. 3), Verlage Kösel und Vandenhoeck & Ruprecht, München/Göttingen 1985, 190 S.; japanische Übersetzung: Verlag Kyushu Daigaku Shuppankai (Kyushu University Press), Fukuoka 1994.
- mit Hans-Jürgen Apel: Schulwirklichkeit in Rheinpreußen. Analysen und neue Dokumente zur Modernisierung des Bildungswesens in der ersten Hälfte des 19. Jahrhunderts (= Studien und Dokumentationen zur deutschen Bildungsgeschichte. Bd. 30), Böhlau-Verlag, Köln/Wien 1986, 769 S.
- Hrsg. mit Udo Tworuschka: Besitz und Armut (= Ethik der Religionen – Lehre und Leben. Bd. 4), Verlage Kösel und Vandenhoeck & Ruprecht, München/Göttingen 1986, 176 S.; japanische Übersetzung: Verlag Kyushu Daigaku Shuppankai (Kyushu University Press), Fukuoka 2000.
- Hrsg. mit Udo Tworuschka: Umwelt (= Ethik der Religionen – Lehre und Leben. Bd. 5), Verlage Kösel und Vandenhoeck & Ruprecht, München/Göttingen 1986, 207 S.; japanische Übersetzung: Verlag Kyushu Daigaku Shuppankai (Kyushu University Press), Fukuoka 1999.
- Nachdruck-Hrsg.: Hermann Altgelt: Sammlung der gesetzlichen Bestimmungen und Vorschriften des Elementar-Schulwesens im Bezirke der Königl. Regierung zu Düsseldorf nebst einer historischen Einleitung in die Verwaltung des öffentlichen Unterrichts. 2. Auflage. Düsseldorf 1842 (= Sammlungen der Gesetze, Verordnungen, Erlasse, Bekanntmachungen zum Elementar- bzw. Volksschulwesen im 19./20. Jahrhundert. Bd. 3), Böhlau-Verlag, Köln/Wien 1986, XXXV u. 306 S.
- Hrsg. mit Udo Tworuschka: Miteinander – was sonst? Multikulturelle Gesellschaft im Brennpunkt. Böhlau-Verlag, Köln/Wien 1990, 214 S.
- Katholisch – von der Wiege bis zur Bahre. Eine Lebensmacht im Zerfall? Kösel-Verlag, München 1991, 520 S. u. Bildteil (24 S.)
- mit Udo Tworuschka: Religionen in Deutschland. Kirchen, Glaubensgemeinschaften, Sekten (= Geschichte und Staat. Bd. 297), Olzog Verlag, München 1994, 200 S.
- Hrsg. mit Monika Tworuschka: Frau in den Religionen. Wartburg Verlag, Weimar/Jena 1995, 243 S.; niederländische Übersetzung: Verlage Kok (Niederlande) und Pelckmans (Belgien), Kampen/Kapellen 1997.
- mit Monika Tworuschka, Udo Tworuschka: Wörterbuch Ethik der Weltreligionen. Die wichtigsten Unterschiede und Gemeinsamkeiten (= Gütersloher Taschenbücher. Bd. 720), Gütersloher Verlagshaus, Gütersloh 1995, 237 S.; 2., durchgesehene und ergänzte Auflage 1996; polnische Übersetzung: Verlag Verbinum, Warszawa 2002.
- Hrsg. mit Udo Tworuschka: Handbuch der Religionen. Kirchen und andere Glaubensgemeinschaften in Deutschland. Loseblattwerk mit bis zu drei Ergänzungslieferungen pro Jahr. Grundwerk, Olzog Verlag, Landsberg am Lech 1997, 700 S.; 31. Ergänzungslieferung, über 3500 Seiten in vier Bänden, München 2012.
- Hrsg. mit Reinhard Kirste, Udo Tworuschka, Paul Schwarzenau: Vision 2001. Die größere Ökumene (= Interreligiöse Horizonte. Bd. 1), Böhlau-Verlag, Köln/Weimar/Wien 1999, 192 S.
- Nachdruck-Hrsg. mit Hans Jürgen Apel: A. Kluger: Die Volksschule im NS-Staat. Nachdruck des Handbuches „Die Deutsche Volksschule im Großdeutschen Reich“. Breslau 1940 (= Sammlungen der Gesetze, Verordnungen, Erlasse, Bekanntmachungen zum Elementar- bzw. Volksschulwesen im 19./20. Jahrhundert. Bd. 14), Böhlau-Verlag, Köln/Weimar/Wien 2000, LXVIII u. 418 S.
- Katholikentage im Erzbistum Köln 1919/20. Analysen und Dokumente mit besonderer Berücksichtigung des Kreises Jülich (= Forum Jülicher Geschichte. Bd. 25), Verlag der Joseph-Kuhl-Gesellschaft / Gesellschaft für die Geschichte der Stadt Jülich und des Jülicher Landes, Jülich 2002, 439 S.
- Hrsg. mit Udo Tworuschka: Ethik der Weltreligionen. Ein Handbuch. Wissenschaftliche Buchgesellschaft, Darmstadt 2005, 310 S.
- Hrsg. mit Gisela Fleckenstein, Norbert Schloßmacher: Kirchengeschichte. Alte und neue Wege. Festschrift für Christoph Weber. 2 Bde. Peter Lang Verlag, Frankfurt am Main 2008, 1009 S.
- Hrsg. mit Udo Tworuschka: Praktische Religionswissenschaft. Ein Handbuch für Studium und Beruf (= Uni-Taschenbücher. Bd. 3165), Böhlau-Verlag, Köln/Weimar/Wien 2008, 328 S.
- Hrsg. mit Jürgen Court: Wege und Welten der Religionen. Forschungen und Vermittlungen. Festschrift für Udo Tworuschka. Verlag Otto Lembeck, Frankfurt am Main 2009, 762 S.
- Religionen und Katholizismus, Bildung und Geschichtsdidaktik, Arbeiterbewegung. Ausgewählte Aufsätze. Mit einer Einleitung von Christoph Weber (= Beiträge zur Kirchen- und Kulturgeschichte. Bd. 21), Peter Lang Verlag, Frankfurt am Main 2011, 629 S.